# Governo Thiers II
Il Governo Thiers II è stato in carica in Francia dal 1º marzo al 29 ottobre 1840, per un totale di 7 mesi e 28 giorni.

## Cronologia
- 7 febbraio 1840: il partito di centro-destra viene indebolito dalla nomina di François Guizot ad ambasciatore presso il Regno Unito
- 20 febbraio 1840: la bocciatura da parte della Camera per una dote statale al principe Luigi per il suo matrimonio con Vittoria di Sassonia-Coburgo porta alle dimissioni del governo Soult II
- 1º marzo 1840: potendo contare sulla maggioranza relativa alla Camera, il centro-sinistra di Adolphe Thiers torna al governo, appoggiato dal Terzo Partito
- 24 marzo 1840: viene avviato su spinta del governo un dibattito alla Camera circa i fondi neri usati nelle spese pubbliche
- 12 maggio 1840: viene approvata la proposta di trasferimento all'Hôtel des Invalides dei resti di Napoleone Bonaparte
- 16 maggio 1840: pur respingendo il suffragio universale, Thiers pone come ordine del giorno la questione dell'espansione del suffragio[1]
- 15 giugno 1840: il governo boccia la richiesta del deputato conservatore Ovide de Rémilly di vietare il doppio incarico per i deputati, che possono occupare altre cariche pubbliche
- 15 luglio 1840: per escludere una possibile risoluzione francese alla guerra egizio-ottomana, il governo britannico firma un trattato con Mehmet Ali, riconoscendolo pascià ereditario d'Egitto e pascià vitalizio di Acri; il trattato porta all'impopolarità del governo, decretandone di fatto la caduta[2]
- 7 settembre 1840: per contrastare l'innalzamento delle barricate a Faubourg Saint-Antoine da parte degli operai tessili parigini, il governo mobilita la Guardia nazionale
- 7 ottobre 1840: dopo lunghe trattative tra Thiers e Luigi Filippo, la Francia accetta di cessare ogni riconoscimento d'indipendenza all'Egitto pur garantendo l'incolumità fisica ed istituzionale di Mehmet Ali
- 29 ottobre 1840: il consiglio dei ministri discute la proposta di legge di Rémusat, mirante a limitare il ruolo del sovrano in politica estera; Luigi Filippo, contrario ad ogni cessione del suo potere, costringe il governo alle dimissioni, sostituendolo prontamente con un nuovo esecutivo guidato dal Maresciallo Jean-de-Dieu Soult

## Consiglio dei Ministri
Il governo, composto da 9 ministri (oltre al presidente del consiglio), vedeva partecipi:
| Carica                                    | Titolare | Titolare                  | Partito         |  |
| ----------------------------------------- | -------- | ------------------------- | --------------- |  |
| Presidente del Consiglio dei Ministri     |          | Adolphe Thiers            | Centro-sinistra |  |
|                                           |          |                           |                 |  |
| Ministro degli Affari Esteri              |          | Adolphe Thiers            | Centro-sinistra |  |
| Ministro dell'Interno                     |          | Charles de Rémusat        | Centro-sinistra |  |
| Ministro della Giustizia                  |          | Alexandre-François Vivien | Centro-sinistra |  |
| Ministro della Guerra                     |          | Amédée Despans-Cubières   | Nessuno         |  |
| Ministro della Marina e delle Colonie     |          | Albin Roussin             | Nessuno         |  |
| Ministro delle Finanze                    |          | Joseph Pelet de la Lozère | Terzo Partito   |  |
| Ministro della Pubblica Istruzione        |          | Victor Cousin             | Nessuno         |  |
| Ministro dei Lavori Pubblici              |          | Hippolyte Jaubert         | Centro-sinistra |  |
| Ministro del Commercio e dell'Agricoltura |          | Alexandre Goüin           | Centro-sinistra |  |